# FalconSAT-2
FalconSAT-2 byla družice postavená studenty akademie letectva Spojených států amerických v rámci programu FalconSAT. Bylo plánováno, že bude umístěna na nízkou oběžnou dráhu Země a měla studovat účinky plazmatu na komunikaci s kosmickou lodí. Z důvodu selhání nosné rakety se však na oběžnou dráhu nedostala.
Program FalconSAT-2 byl zahájen koncem roku 2000 jako pokračování programu FalconSAT-1. Družice byla založena na sběrnici společnosti Surrey Satellite Technology Ltd, přičemž experimenty byly postaveny na akademii USAF. Primárním přístrojem na palubě FalconSAT-2 byl miniaturizovaný elektrostatický analyzátor neboli MESA. Původně měla být vynesena raketoplánem Atlantis při misi STS-114 na začátku roku 2003. Po nehodě Columbie ale NASA ukončila program vynášení nákladu v rámci nízkonákladových misí a FalconSAT-2 se tak ocitla bez nosné rakety. DARPA se poté v rámci podpory nových raketových nosičů rozhodla o vynesení pomocí rakety Falcon 1.
Družice se tak stala prvním nákladem této rakety od SpaceX a měla být vynesena v rámci jeho inauguračního letu. Raketa odstartovala 24. března 2006 z ostrova Omelek v 22:30 GMT. Dvacet pět sekund po startu ale došlo ke vznícení unikajícího paliva, motor Merlin zhasl a raketa přešla ze stoupání do pádu. Raketa následně dopadla do Tichého oceánu poblíž místa startu. FalconSAT-2 se oddělil od rakety a svůj pád směrem na ostrov Omelek zakončil proděravěním střechy dílny v blízkosti vlastního přepravního kontejneru, kam netknutý dopadl.
Satelit se stal učební pomůckou pro studenty a je vystaven v muzeu akademie v Colorado Springs.